# The Mission (musikgrupp)
The Mission är en engelsk rockgrupp bildad i Leeds i december 1985 av Wayne Hussey (sång, gitarr) och Craig Adams (elbas).

## Historia

### 1986-1996
Hussey hade tidigare spelat med Dead or Alive, och både Hussey och Adams hade varit medlemmar i The Sisters of Mercy.
Bandet kallade sig först för The Sisterhood, som hade utökats till en kvartett med Simon Hinkler (elgitarr) och Mick Brown (trummor), men de förlorade namnet i en rättegång mot Andrew Eldritch,.
Gruppen turnerade redan i januari 1986 (fortfarande som The Sisterhood) på kontinenten som förband till The Cult. 27 februari 1986 spelade bandet sin första spelning som The Mission på Camden Electric Ballroom i London.
I maj 1986 singeldebuterade gruppen med "Serpents Kiss", som blev den första debutsingeln som hamnade etta på UK Indie Chart. Bandet turnerade i Europa och spelade 22 augusti på Readingfestivalen. Vintern 1986 släppte bandet debutalbumet "God's Own Medicine" som hamnade på plats 14 på UK Albums Chart. När bandet planerade att turnera i USA 1987, med The World Crusade Tour, fanns det redan ett Rhythm och Blues-band från Philadelphia som ägde namnet The Mission, därfor fick man heta The Mission UK i USA. 
Det egentliga genombrottet kom 1988 med "Children", producerad av John Paul Jones. Albumet hamnade på andra plats på UK Albums Chart, och singeln "Tower of Strength" skulle bli The Missions mest kända låt.
Samma år var gruppen på en första tio månader lång världsturné med konserter i bl.a. Sydamerika. Under turnén hade gruppen kontakt med den engelske tågrånaren Ronnie Biggs. "Carved in Sand" släpptes i februari 1990, och hamnade på sjunde plats på UK Albums Chart.
22 april 1990, i början av den nordamerikanska turnén efter konserten i Montreal, 
lämnade Hinkler gruppen. Vintern 1990 släpptes "Grains of Sand" som innehöll låtar som inte kom med på det föregående albumet, och innehöll bl.a. låten "Bird of Passage" som Hussey gärna velat ha med på "Carved in Sand".
Som trio släppte bandet det ambitiösa albumet "Masque" 1992, med ett annorlunda sound än de föregående albumen. Men The Mission lyckades inte att upprepa framgångarna. Även originalmedlemmen Craig Adams lämnde bandet 1992 och blev året därpå medlem i The Cult.
Samlingsalbumet "Sum And Substance" släpptes i februari 1994 och kort därefter blev relationen med skivbolaget Phonogram mer och mer spänt och de separerade till slut. 
Men med nya medlemmar och på nytt skivbolag släpptes "Neverland" i februari 1995.
Nya i bandet var gitarristen Mark Gemini Thwaite, keyboardisten Rik Carter, samt basisten Andy Cousin (som var medlem i All About Eve). 
Dessa musiker medverkade på de två albumen "Neverland" och "Blue" och tillsammans med originaltrummisen Mick Brown, var de med i bandet fram till den tillfälliga upplösningen. "Blue", som släpptes i juni 1996 hade bara tagit 8 veckor att spela in, men kort därefter upplöste Hussey The Mission och flyttade till Kalifornien.

### 1999-2007
I maj 1999 ombildade Hussey The Mission tillsammans med Craig Adams, Mark Gemini Thwaite och trummisen Scott Garrett, och 2001 kom studioalbumet "Aura". 
Hussey flyttade sedan till Brasilien, och nästa skiva kom 2007 då "God is a Bullet" släpptes. The Mission bestod då av Hussey, Gemini Thwaite, Rich Vernon (elbas) och Steve Spring (trummor). The Mission lades ner återigen, och 2008 gav Hussey ut singeln "Hit Repeat" tillsammans med Tommy Spaanheden (Stisch), och släppte även sitt första soloalbum, "Bare". 2010 åkte Hussey på turné med Marcus Birro, där Birro läste ur sin bok "Att leva och dö som Joe Strummer".

### 2013-2023
Wayne Hussey, Craig Adams och Simon Hinkler återförenades igen med nya trummisen Mike Kelly, och släppte skivan "The Brightest Light" september 2013. Tre år senare släpptes albumet "Another Fall from Grace". På albumet gästade bl.a. Ville Valo, Gary Numan och Martin Gore. Våren 2023 startade en turné och The Mission spelade på Nalen i Stockholm 19 och 20 maj 2023.

## Diskografi
Studioalbum
- 1986 – God's Own Medicine
- 1988 – Children
- 1990 – Carved in Sand
- 1990 – Grains of Sand
- 1992 – Masque
- 1995 – Neverland
- 1996 – Blue
- 2001 – Aura
- 2007 – God is a Bullet
- 2013 – The Brightest Light
- 2016 – Another Fall from Grace